# 安特多夫
安特多夫是德国巴伐利亚州的一个市镇。总面积22.37平方公里，总人口1228人，其中男性627人，女性601人（2011年12月31日），人口密度55人/平方公里。